# Shellenius schellenbergii
Shellenius schellenbergii är en insektsart som först beskrevs av Kirby 1821.  Shellenius schellenbergii ingår i släktet Shellenius och familjen Derbidae. Inga underarter finns listade i Catalogue of Life.